# Balbalan
Balbalan es un municipio en la provincia de Kalinga en Filipinas. Conforme al censo del 2000, tiene 11,934 habitantes.

## Barangayes
Balbalan se divide administrativamente en 14 barangayes.
- Ababa-an
- Balantoy
- Balbalan Proper
- Balbalasang
- Buaya
- Dao-angan
- Gawa-an
- Mabaca
- Maling (Kabugao)
- Pantikian
- Poswoy
- Población (Salegseg)
- Talalang
- Tawang

- Datos: Q35848
- Multimedia: Balbalan / Q35848

1. ↑  Worldpostalcodes.org, código postal n.º 3801.